# Heteronutarsus
Heteronutarsus — рід богомолів родини Eremiaphilidae, який об'єднує 4 види нелетючих богомолів пустель. Тіло невелике, кремезне з довгими ногами та сильно вкороченими крилами.

## Опис
Безкрилі або короткокрилі богомоли, тіло дрібне. Забарвлення збігається із забарвленням піску або порід в середовищі їхнього існування. Голова невелика з овальними очима. Передньоспинка довше або така ж як її ширина. Крила сильно вкорочені. Гомілки середніх та задніх ніг на верхівці з товстими шипами, кігтики видовжені — пристосування для переміщення по піску.
Види роду Heteronutarsus єдині серед богомолів мають 4-членикову передню лапку та 3-членикові задні та середні, замість 5-членикових. Також це єдині богомоли, кігтики яких різної довжини.

## Спосіб життя
Біологія вивчена слабко, але, ймовірно, подібна до такої богомолів близького роду Eremiaphila. Мешканці піщаних та кам'янистих пустель або напівпустель. Активні вдень, вночі або в сутінках. Полюють на живу здобич, але можуть живитися й падлом. Мертву здобич виявляють за допомогою чотирьох щелепних полапків.
Линяють лежачи на поверхні ґрунту, вивільняються зі старого екзувію за допомогою ходильних ніг.
Розмножуються статево або за допомогою партеногенезу. Самиця відкладає оотеку у заглиблення в ґрунті, яке риє за допомогою твердого щитка з двома лопатеподібними виростами, що розташований на нижній поверхні шостого стерніту. Далі вона ходильними ногами засипає ямку.

## Поширення
Зустрічаються у Північній Африці.

## Таксономія
До роду включають 4 види:
- Heteronutarsus aegyptiacus Lefebvre, 1835
- Heteronutarsus albipennis Chopard, 1941
- Heteronutarsus arenivagus Chopard, 1955
- Heteronutarsus zolotarevskyi Chopard, 1940